# 손귈 외덴
손귈 외덴(튀르키예어: Songül Öden, 1981년 2월 17일 ~ )은 튀르키예의 배우이다.